# Pirateria somala

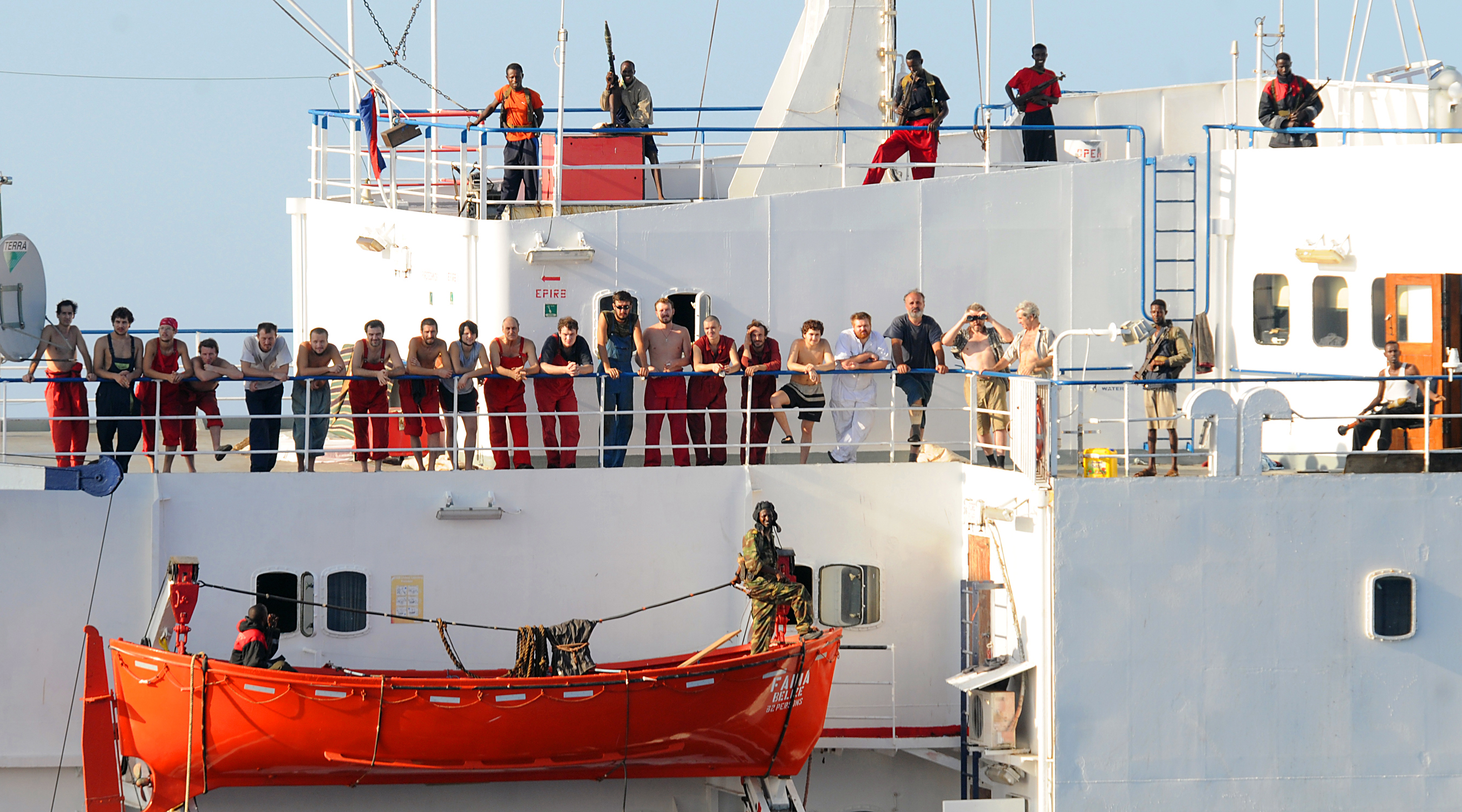
Pirati somali armati di fucili d'assalto e lanciarazzi tengono in ostaggio l'equipaggio della M/n Faina, carica di carrarmati T-72 e relative parti di ricambio, armi e munizioni.

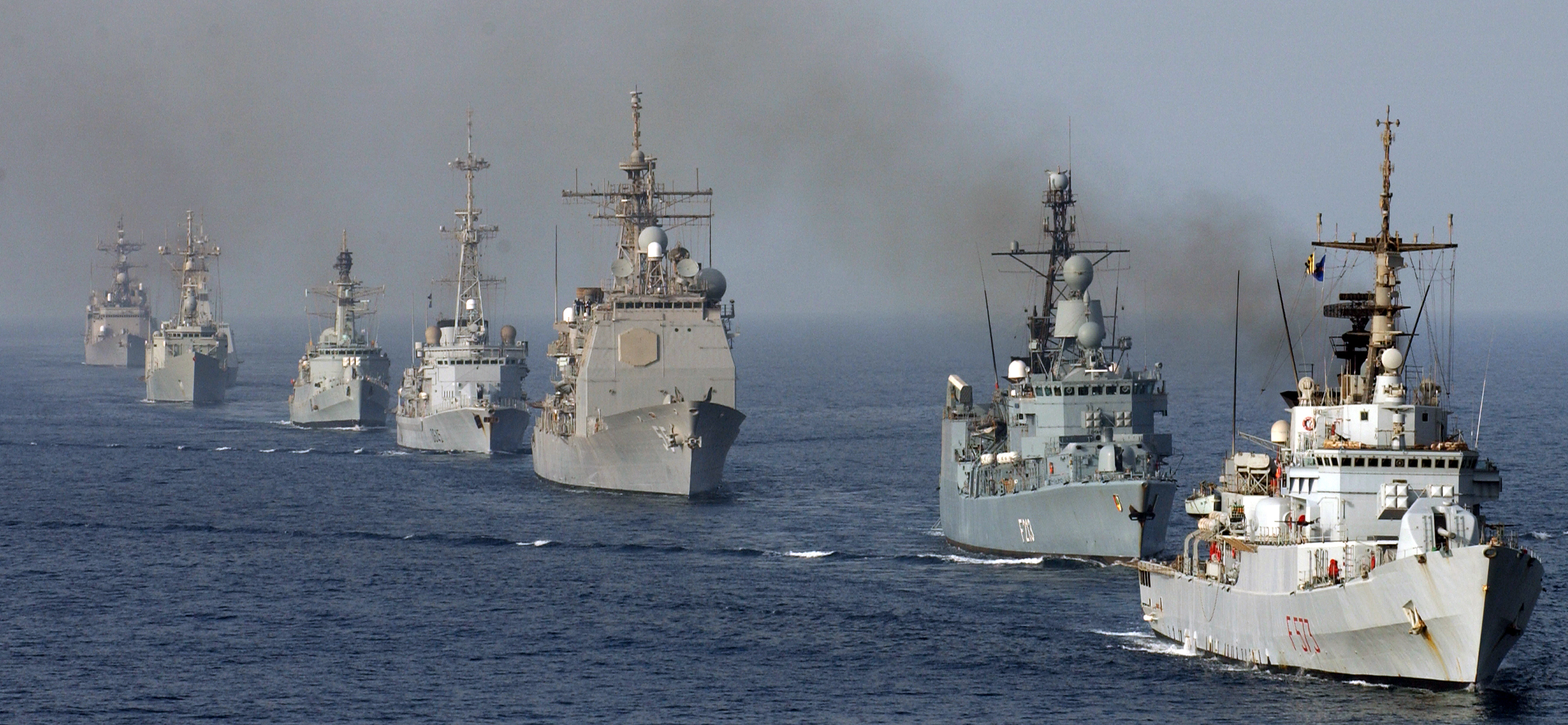
Navi assegnate alla Combined Task Force 150.

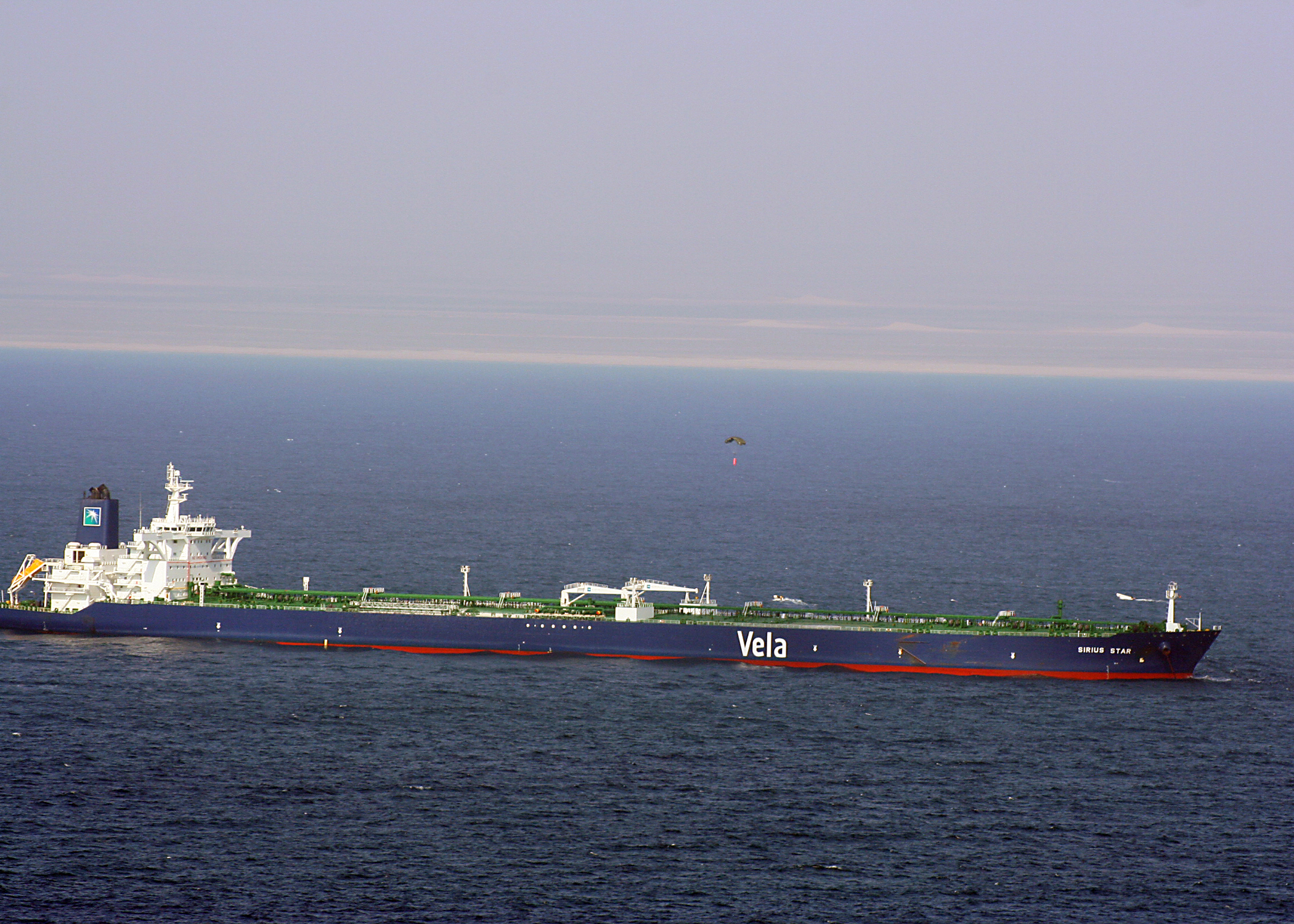
Il riscatto per la liberazione della petroliera Sirius Star viene paracadutato sul ponte di coperta della nave.

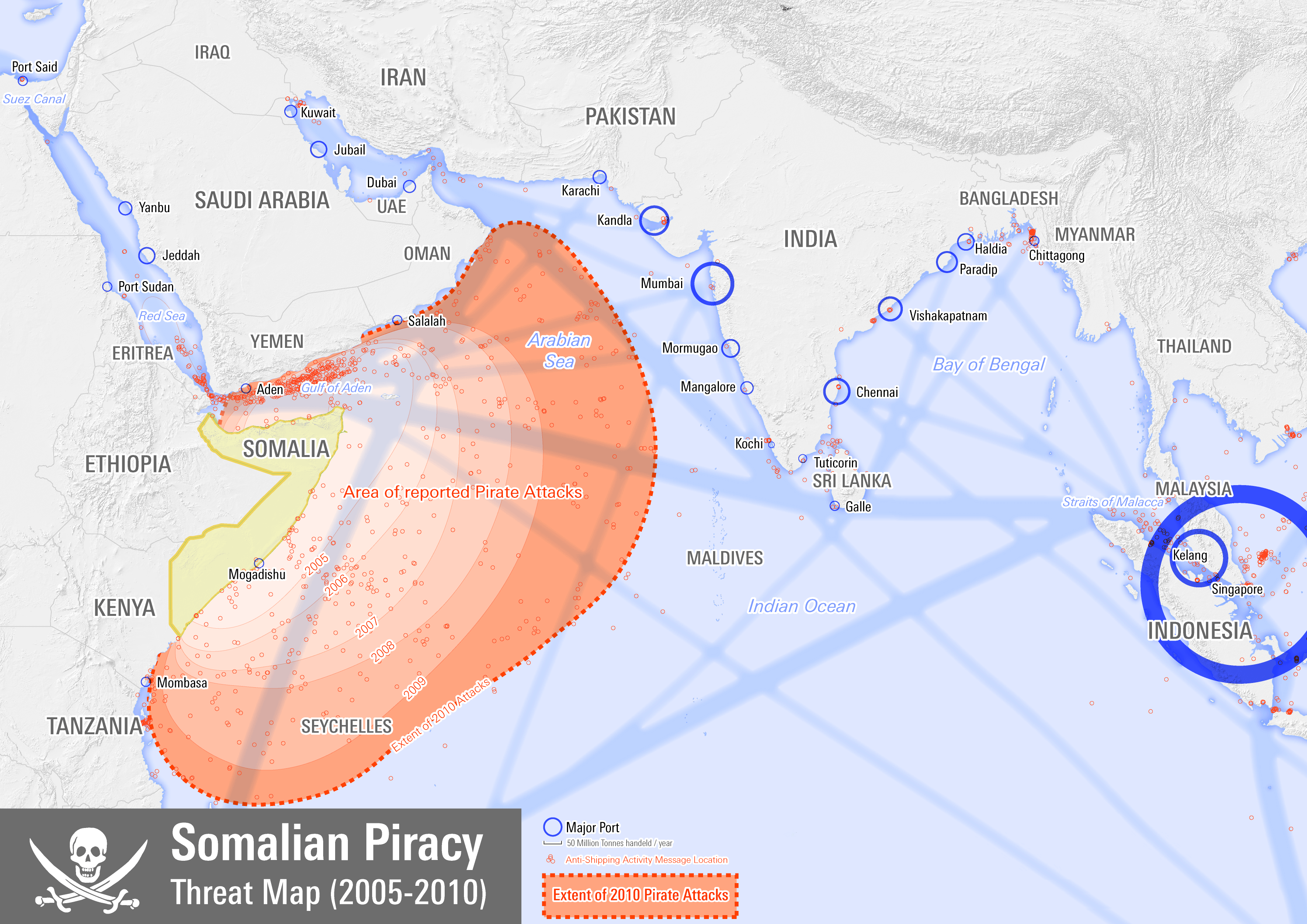
Mappa dell'area sotto l'influenza dei pirati somali

Scudetto dell'EU Navfor Somalia, impegnata nell'Operazione Atalanta.

La pirateria somala è una pirateria marittima contemporanea, iniziata nei primi anni novanta del XX secolo dall'inizio della guerra civile somala, rappresenta una minaccia costante, al largo delle coste della Somalia, alla navigazione tra Europa, Corno d'Africa e Asia.

## Storia
Nei primi anni novanta, in seguito allo scoppio della guerra civile in Somalia e alla mancanza di un potere centrale, maturarono le condizioni ideali per la nascita della pirateria lungo le coste del Corno d'Africa. Fin dal crollo del governo centrale numerose navi da pesca straniere (anche europee) approfittando della mancanza di controlli, violavano i confini marittimi somali per pescare quantità non sostenibili di pesce, lasciando di fatto senza l'unica fonte secolare di sostentamento i numerosissimi pescatori locali e per scaricare in mare rifiuti anche altamente tossici e radioattivi e, prima del coinvolgimento delle milizie e degli uomini d'affari, i pirati erano principalmente interessati a garantire il rispetto dei confini nazionali, dell'ambiente e della salute; motivo per il quale i pirati, erano e sono tuttora, sostenuti dalla maggioranza della popolazione locale.
Dal 2005 molte organizzazioni internazionali, come l'Organizzazione Mondiale del Commercio e l'Organizzazione marittima internazionale, hanno espresso la loro preoccupazione per i rischi economici e sociali causati dalla pirateria. Per contrastare questa minaccia è stata creata una task force navale internazionale denominata Combined Task Force 150, che si assume il compito di contrastare militarmente l'azione dei pirati.
Nel 2006 si registrò un lieve calo della pirateria in seguito all'attività dell'Unione delle Corti Islamiche. Tuttavia in seguito alla guerra in Somalia, sempre nel 2006 c'è stato un ulteriore incremento della pirateria.
Il governo del Puntland ha dimostrato di prendere in seria considerazione la lotta alla pirateria. Nel maggio 2008 i guerriglieri islamici che si oppongono al Governo Federale di Transizione somalo hanno attaccato i pirati.
Nel giugno 2008 il governo somalo ha inviato una lettera con la quale richiedeva l'aiuto della comunità internazionale nell'affrontare atti di pirateria contro le navi che passano al largo delle coste somale. Il Consiglio di sicurezza delle Nazioni Unite ha approvato varie risoluzioni sulla pirateria somala, tramite le quali viene consentito alle nazioni che hanno preso accordi con il governo federale transitorio somalo, di entrare nelle acque territoriali e sul territorio somali per inseguire i pirati. Questa autorizzazione, sostenuta da Francia, Stati Uniti e Panama, durerà 12 mesi. La Francia aveva inizialmente proposto di includere nella mozione anche altre zone con problemi di pirateria, come l'Africa occidentale, ma questo ha sollevato le proteste di Cina, Libia e Vietnam, che hanno voluto che l'iniziativa riguardasse solamente le acque somale.
La Russia nel settembre 2008 ha annunciato di voler contribuire allo sforzo internazionale nella lotta contro la pirateria. Tuttavia è stato anche comunicato che la Marina Militare Russa condurrà autonomamente le proprie operazioni.

## Episodi famosi
Nonostante il grande dispiegamento di forze da parte delle varie marine nazionali interessate, il fenomeno è molto diffuso e nel corso del 2009 si è spostato verso le acque più profonde, minacciando navi a centinaia di km al largo delle coste somale.
Il 25 aprile 2009 al largo delle coste somale un'imbarcazione di pirati tenta di abbordare una nave da crociera italiana, la MSC Melody, con 991 passeggeri a bordo, ma il comandante Ciro Pinto riesce con delle manovre evasive a sfuggire, sotto il fuoco dei Kalašnikov.
Fino al 24 marzo 2010, nessun pirata era mai stato ucciso da equipaggi delle navi attaccate, che sempre più spesso imbarcano guardie private ma che fino ad ora avevano sempre usato armi al solo scopo di deterrenza. In tale data, guardie a bordo della MV Almezaan, un cargo con bandiera panamense ma con proprietà negli Emirati Arabi Uniti hanno reagito con successo ad un attacco e successivamente allertato una nave di pattuglia nella zona, il cui elicottero ha trovato l'imbarcazione attaccante con sette uomini a bordo, uno dei quali ucciso dal fuoco di armi leggere. Un portavoce della forza navale dell'UE ha dichiarato una preoccupazione per la possibile recrudescenza degli attacchi, che fino ad ora hanno fatto un solo morto tra gli equipaggi delle centinaia di navi abbordate.
L'8 febbraio 2011 la petroliera italiana Savina Caylin da 105 000 tonnellate è stata sequestrata da pirati somali 500 miglia al largo delle coste africane, a metà strada con la costa indiana. La nave è stata rilasciata solo a fine dicembre 2011. Il 27 dicembre è stata sequestrata la nave Enrico Ievoli.
Altro attacco il 15 gennaio 2012 alla cisterna italiana Valdarno, sventato da una squadra della Marina Militare italiana dopo che l'equipaggio aveva dato l'allarme via radio e si era rifugiato nella cittadella (il locale blindato della nave) in attesa dei soccorsi. La fregata Grecale ha inviato immediatamente il suo elicottero di bordo, e raggiunta la nave l'ha abbordata fermando poi un sambuco ed arrestando un totale di 21 pirati, 10 yemeniti e 11 somali.
Nell'incidente del 15 febbraio 2012, a circa 20 miglia nautiche dalla costa dell'India meridionale, nello Stato di Kerala, il distaccamento di protezione naviglio (DPN) a bordo della petroliera NM Enrica Lexie ritiene di aver sventato un tentativo di abbordaggio, sparando e mettendo in fuga un battello avvicinatosi alla nave. Secondo l'India, invece, la scorta avrebbe sparato ad un peschereccio indiano causando la morte di due pescatori. In ogni caso, nell'episodio, un battello civile di piccole dimensioni si sarebbe trovato a distanza molto ravvicinata dalla petroliera da 100 000 tonnellate di stazza lorda e 244 m di lunghezza. A seguito di questo attacco vengono arrestati Massimiliano Latorre e Salvatore Girone, due sottufficiali italiani dei Nuclei militari di protezione a bordo della nave in servizio antipirateria, che dopo 4 anni di reclusione sono stati rispediti in Italia.

## La disciplina del diritto internazionale
Il diritto internazionale marittimo prevede che ogni Stato che fermi, tramite una propria nave da guerra, una nave pirata possa arrestare i suoi membri e processarli presso i propri tribunali. La pirateria è infatti il primo crimine della storia per cui sia stata prevista la giurisdizione universale. Nonostante ciò, molti pirati fermati lungo le coste somale sono stati ricondotti a terra a causa dell'incapacità e della riluttanza degli Stati ad attuare effettivamente le norme internazionali e processare i pirati catturati. Per ovviare a questa situazione, prima la Gran Bretagna poi gli Stati Uniti e l'Unione europea hanno stipulato un trattato con il Kenya, affinché i pirati vengano processati e detenuti sul suo territorio. Le terribili condizioni delle galere e del sistema carcerario keniota sollevano serie preoccupazioni riguardo al rispetto dei diritti umani dei pirati.

## Descrizione e caratteristiche del fenomeno

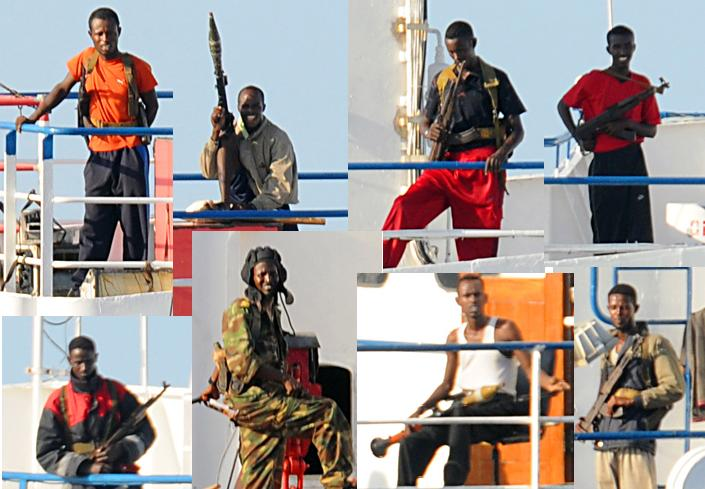
Pirati somali armati di fucili d'assalto AKM, lanciarazzi RPG-7 e pistole semi-automatiche.

La maggior parte dei pirati ha tra i 20 e i 35 anni e proviene dalla regione del Puntland, nel nord-est della Somalia. L'East African Seafarers Association stima che ci siano almeno cinque bande di pirati e un totale di 1.000 uomini armati. Secondo un rapporto della BBC, i pirati possono essere suddivisi in tre categorie principali:
- pescatori, considerati il cervello delle operazioni dei pirati grazie alla loro abilità e alla profonda conoscenza del mare. Molti di essi pensano che le barche straniere non abbiano diritto di navigazione vicino alla riva, anche perché la pesca eccessiva compiuta da esse impedisce loro di vivere di pesca e perché inquinano fortemente il mare e le coste scaricando rifiuti anche altamente tossici[2][4];
- ex-miliziani che in precedenza hanno combattuto per i signori della guerra dei clan locali, o ex-militari dell'ex governo di Siad Barre;
- esperti tecnici, che operano con attrezzature anche sofisticate quali dispositivi GPS.[20]

I pirati che sono pescatori hanno dichiarato più volte di ritenere le navi straniere una minaccia per l'economia locale. Dopo aver visto la rendita legata alla pirateria, considerando che di solito vengono pagati dei riscatti per il rilascio delle navi o delle persone, i signori della guerra hanno iniziato a facilitare le azioni di pirateria, dividendo gli utili con i pirati.
Sebbene il Governo Federale di Transizione somalo abbia compiuto alcuni sforzi nella lotta alla pirateria, consentendo a navi militari straniere di pattugliare ed eseguire operazioni militari nelle acque somale, questi permessi non sono sempre rilasciati dal governo di Mogadiscio, costringendo le navi da guerra straniere ad interrompere la caccia ai pirati.
Molti membri dei gruppi di pirati del Puntland hanno ricevuto un'accurata formazione sull'utilizzo delle armi, dei motori delle navi e della navigazione in generale da diverse compagnie di sicurezza occidentali, come la Som Can, che sono state assunte dal governo del Puntland. Esse hanno inizialmente insegnato ai locali come proteggere i pescatori e sono state anche autorizzate dal governo a vendere licenze di pesca per i pescatori stranieri. Tutte le aziende sono andate in bancarotta o sono state costrette ad abbandonare lasciando molti marinai qualificati senza occupazione; molti di questi hanno poi formato il nucleo dei gruppi di pirati. Secondo Globalsecurity.org, ci sono quattro gruppi principali che operano al largo delle coste somale: la National Volunteer Coast Guard, comandata dal Garaad Mohamed, specializzata nell'intercettare piccole imbarcazioni e navi da pesca intorno a Chisimaio, sulla costa meridionale; il gruppo di Marka, sotto il comando di Yusuf Mohammed Siad Inda'ade, costituito da diversi gruppi sparsi e meno organizzati che operano intorno alla città di Merca; il terzo gruppo significativo è composto da tradizionali pescatori somali che operano in tutto il Puntland e si riferiscono al Gruppo di Puntland; infine l'ultimo gruppo è costituito dai cosiddetti "marines somali" (Somali Marines), noto per essere il più potente e sofisticato dei gruppi di pirati potendo contare su una struttura militare, un ammiraglio della flotta, un ammiraglio, un vice-ammiraglio e un capo delle operazioni finanziarie.
L'attacco tipico dei pirati somali è stato analizzato e mostra che, anche se gli attacchi possono avvenire in qualsiasi momento, la maggior parte di essi si verifica durante il giorno, spesso nelle prime ore. L'attacco inizia con piccole ed agili barche che possono raggiungere una velocità massima di 25 nodi. Con l'aiuto di imbarcazioni d'appoggio, che includono barche da pesca e imbarcazioni mercantili precedentemente catturate, il raggio di azione dei pirati è aumentato di gran lunga fino ad estendersi all'Oceano Indiano. Una nave attaccata viene affrontata di fianco o da poppa, e sono usate armi di piccolo calibro per intimidire l'operatore di macchina affinché rallenti e consenta l'attracco. Vengono utilizzate scale pieghevoli per salire a bordo, poi i pirati cercano di ottenere il controllo del ponte per prendere il controllo operativo della nave.
Il termine somalo più vicino al significato di "pirata" è burcad badeed, che significa letteralmente "ladro dell'oceano". Ma i pirati stessi preferiscono essere chiamati badaadinta badah, o "salvatori del mare", sostenendo che le loro azioni vengono messe in pratica per la difesa delle acque territoriali somale dalla pesca illegale e dallo scarico illegale di rifiuti.
Dal 2012, a causa delle iniziative di difesa dei bastimenti, la pirateria somala ha cominciato a spostare i suoi interessi verso lo sfruttamento della tratta dei migranti, affare meno lucrativo ma senza pericoli considerato che le iniziative antipirateria dell'Unione europea sono a protezione dei mercantili e tralasciano i traffici dei trafficanti di esseri umani.

## Operazioni contro la pirateria somala

### OperazioneOcean Shield

Logo dell'Operazione Scudo nell'Oceano.

L'Operazione Ocean Shield è il contributo della NATO agli sforzi internazionali posti in essere per reprimere il fenomeno della pirateria al largo del Corno d'Africa, mediante la presenza dei gruppi navali SNMG1 e SNMG2 che si alternano nell'Oceano Indiano dalla fine del 2008. La Marina Militare Italiana assicura la continua partecipazione di una propria unità navale allo SNMG2.
In seguito alle decisioni assunte dai Ministri della Difesa della NATO il 9 ottobre 2008, lo SNMG2 il 15 ottobre inizia il trasferimento dal Mediterraneo verso l'Oceano Indiano per assicurare il regolare flusso in Somalia degli aiuti umanitari del World Food Programme (WFP), il programma alimentare delle Nazioni Unite, attraverso la scorta dei mercantili interessati e, al contempo, svolgere attività anti-pirateria davanti alle coste somale, dando così inizio all'Operazione “Allied Provider”, che si evolve prima nell'Operazione “Allied Protector” e successivamente nell'Operazione “Ocean Shield”.

### OperazioneEunavfor Atalanta
L'operazione a guida e personale europeo Eunavfor Atalanta, attiva da vari anni, visto il successo conseguito con la riduzione degli attacchi è stata prorogata fino al dicembre 2014.

### L'impegno italiano
L'impegno italiano nella lotta alla pirateria è iniziato con la partecipazione dal 20 ottobre al 15 dicembre 2008 del cacciatorpediniere Durand de la Penne, cui ha fatto seguito in ambito SNMG2 la partecipazione della fregata Libeccio che vi ha preso parte nel periodo giugno-dicembre 2009, prima nell'ambito di NATO "Allied Protector" dal 29 giugno al 18 agosto e da questa data in ambito NATO "Ocean Shield" fino al 14 dicembre, che nel corso della missione ha percorso oltre 40.000 miglia, sventando tre attacchi di pirati verso navi mercantili e soccorrendo un peschereccio somalo alla deriva con tre persone a bordo. Nell'ambito di NATO "Ocean Shield" hanno fatto seguito le partecipazioni della fregata Scirocco dal 12 marzo 2010 al 17 giugno 2010 in ambito SNMG2 e dai 1º ottobre 2010 del pattugliatore Bersagliere in ambito SNMG1. Sempre in ambito SNMG 1, dal giugno al dicembre 2011 il cacciatorpediniere Andrea Doria (D 553) nella sua prima uscita dal Mar Mediterraneo, ha coordinato le attività antipirateria nell'Oceano Indiano.
Il contributo dell'Italia alla lotta alla pirateria vede anche la partecipazione della Marina Militare all'Operazione Atalanta guidata dell'Unione Europea.
Nel 2011 il Parlamento italiano approva la costituzione dei Nuclei militari di protezione, unità militari specializzate, inquadrati nel 2º Reggimento "San Marco", imbarcati su navi mercantili e passeggeri italiane negli spazi marittimi internazionali a rischio di pirateria.

## Riferimenti nella satira contemporanea
La pirateria somala è stata ritratta in modo ironico/satirico nella tredicesima stagione di South Park con il settimo episodio della serie intitolato "Barbagrassa" (nome che prende spunto da quello di Barbanera, famigerato pirata britannico del Settecento), episodio che vede il personaggio di Cartman nel ruolo di protagonista, ovvero un ragazzino con la passione per i pirati che decide di radunare una ciurma e raggiungere quindi Mogadiscio, in Somalia, per realizzare il suo sogno e divenire egli stesso un predone.